# Christophe Lemoine
Ne doit pas être confondu avec le scénariste Christophe Lemoine
Pour les articles homonymes, voir Lemoine.
Christophe Lemoine, né le 11 décembre 1978 à Sucy-en-Brie, dans le Val-de-Marne, est un acteur, chanteur et directeur artistique français.
Spécialisé dans le doublage, il est, entre autres, la voix française régulière des acteurs américains Josh Gad, Sean Astin et Paul Walter Hauser, ainsi qu'une des voix de Jonah Hill et Jack Black. En parallèle, il double le personnage de Nicholas Newman, interprété par l'acteur Joshua Morrow, dans Les Feux de l'amour depuis 1994.
Du côté des séries d'animation, il est celle d'Eric Cartman et Butters Stotch dans South Park et également de Barry Allen / Flash, Jaime Reyes / Blue Beetle et Jay Garrick / Flash dans le DC Animated Universe. Il a aussi été la voix de Joe Dalton dans la série Les Dalton.
Présent dans de nombreux jeux vidéo, il est notamment la voix du Beau Jack dans les jeux Borderlands, du « Petit Bâtard » dans The Witcher 3, du lord Treavor Pendleton dans Dishonored ou encore celle d'Eddie Riggs dans Brütal Legend.

## Biographie

### Jeunesse et débuts
Christophe Lemoine est né le 11 décembre 1978 à Sucy-en-Brie, dans le Val-de-Marne. Il est le frère de la comédienne Edwige Lemoine.
Ses parents l'inscrivent, alors qu'il n'a que 7 ans, au Conservatoire Municipal de sa ville natale. Il y suit des cours de saxophone (où il remportera une médaille d'or) et d'art dramatique. Il explique qu'à l'âge de 9-10 ans, « un chef de plateau a appelé ma prof de théâtre. Il avait besoin de 2-3 enfants pour une ambiance de cour de récré. Un peu plus tard, ce même chef de plateau m’a recontacté pour un essai de voix. Et voilà. J’ai eu la chance de commencer à travailler jeune. » C'est à cette période qu'il commence donc officiellement dans le domaine du doublage. À 15 ans, il obtient une médaille d’or à l’unanimité du jury au conservatoire de Saint-Maur-des-Fossés.

### Doublage et apparitions

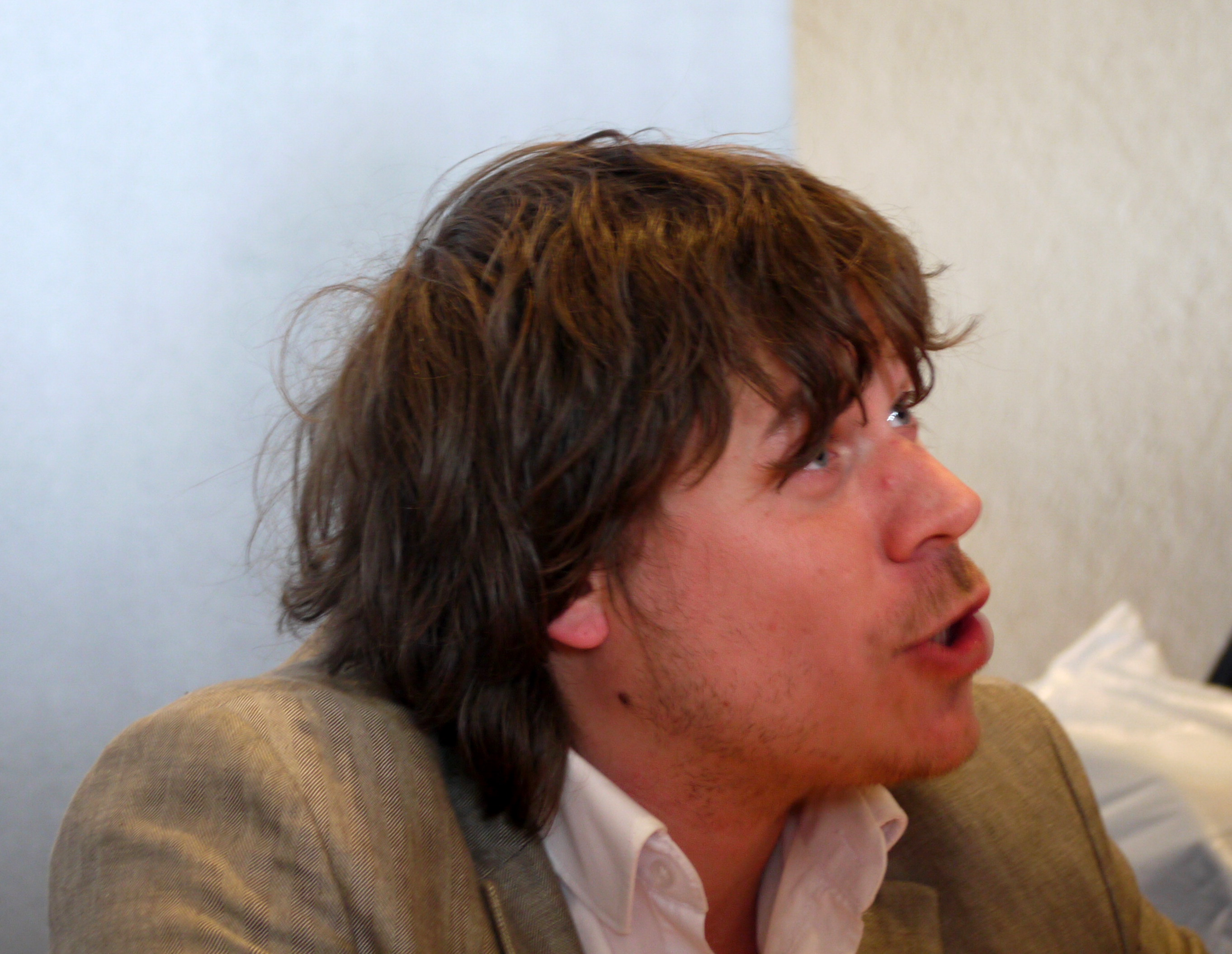
Christophe Lemoine au Mangazur 2009.

En 1992, il devient ami avec le comédien Adrien Antoine (connu pour être la voix du personnage Batman) avec qui il forme un duo musical. En parallèle à la musique, il suit une carrière de comédien professionnel. C’est dans les studios de doublage qu’il se familiarise avec son métier et interprète des rôles aussi variés que ceux de Cartman et Butters dans la série d'animation américaine South Park. Concernant les voix de la série, Christophe explique : {{"On a essayé, en fait, quand on a passé les essais, de se rapprocher évidemment le plus possible de l'original. Et eux, dans l'original [...] ils sont montés dans les aigus. Et nous, en France, non.}}
Côté cinéma, il est, entre autres, la voix française régulière des acteurs américains Josh Gad, Sean Astin et Paul Walter Hauser, ainsi qu'une des voix de Jack Black. Dans ce domaine, il explique avoir « eu la chance de doubler plusieurs Spielberg, la trilogie Le Seigneur des anneaux, plusieurs Scorsese dont Le Loup de Wall Street. » Il se dit par ailleurs avoir été marqué par le film Requiem for a Dream dans lequel il a doublé Harry Goldfarb, interprété par Jared Leto.
En 2003, il joue au théâtre dans On se voyait déjà au Montmartre Galabru, en 2004 dans Jack et le Haricot magique au Théâtre Les Déchargeurs, spectacle repris en mars 2005 au Casino de Paris sous la direction d'Oscar Sisto.
Il fait quelques apparitions dans des courts métrages comme en 2013 dans Being Homer Simpson d'Arnaud Demanche. Christophe fait également une apparition dans le court métrage On s'est fait doubler ! sorti en 2017.

### Musique
À 17 ans, il s'installe à Paris, et écrit les textes de ses premières chansons avant de se lier d'amitié avec Adrien Antoine. « J'ai rapidement rencontré Adrien Antoine, on est devenus inséparables, et on a même monté un groupe et un spectacle ensemble », explique-t-il. Ensemble, ils forment un duo musical, baptisé Christophe & Adrien, et se produisent régulièrement dans un bar parisien de Montmartre, À la Pomponnette,. Ils ont également écrit et joué un spectacle, Swift,.
En 2012, ils participent au clip La Superbe cinquantaine, chanson dédiée au comédien Vincent Ropion, qui venait de fêter ses 50 ans quelques semaines plus tôt, en compagnie de Philippe Blanc, Xavier Fagnon, Edwige Lemoine et Mathias Kozlowski et Ne me laissez pas dormir, où il l'accompagne au saxophone. Ils se sont également donné la réplique sur la version française d'Eh mec ! Elle est où ma caisse ? et également sur celle de Jobs.

## Théâtre
- 2003 : On se voyait déjà
- 2004 : Jack et le Haricot magique, mise en scène de Oscar Sisto
- 2004-2007 : Swift, théâtre des Déchargeurs
- 2008-2012 : Swift, festival d'Avignon et en tournée[5]
- 2010 : Chat en poche
- 2011 : Chambres d'hôtes de Gérard Rinaldi et Sylvie Loeillet, mise en scène Éric Civanyan, tournée
- 2012 : Chambres d'hôtes de Gérard Rinaldi et Sylvie Loeillet, mise en scène Éric Civanyan, théâtre de la Renaissance
- 2014 : Burlesque d'Alexandra Antoine au Carrousel de Paris
- 2014 : Zone rouge de Thierry Jahn, en tournée
- 2016 : Les Mythophonies de Thierry Jahn, en tournée
- 2020-2024 : La Cagnotte d'Eugène Labiche, mise en scène de Thierry Jahn, au Lucernaire

## Concerts
- 2004-2014 : The Legend Cabaret Tour en tournée et à la Pomponnette
- 2014 : Christophe et Adrien à la Bellevilloise

## Filmographie

### Courts métrages
- 2013 : Being Homer Simpson : lui-même
- 2017 : Yan, tu m'entends : le réalisateur

## Doublage
Sources : Doublage Séries Database, Planète Jeunesse et AlloDoublage et crédits de fin.

### Cinéma

#### Films
- Paul Walter Hauser dans (9 films) :
  - Moi, Tonya (2017) : Shawn Eckhardt
  - BlacKkKlansman : J'ai infiltré le Ku Klux Klan (2018) : Ivanhoe
  - Beats (2019) : Terrence
  - Le Cas Richard Jewell (2019) : Richard Jewell
  - Da 5 Bloods : Frères de sang (2020) : Simon
  - Songbird (2020) : Michael « Dozer » Doze
  - Silk Road (2021) : Curtis Clark Green
  - The Instigators (2024) : Booch
  - Y a-t-il un flic pour sauver le monde ? (2025) : le capitaine Ed Hocken Jr.
- Jack Black dans (8 films) :
  - Diablesse (2001) : J. D. McNugert
  - L'Amour extra-large (2001) : Hal Larson
  - Présentateur vedette : La Légende de Ron Burgundy (2004) : le motard
  - Tenacious D et le Médiator du destin (2006) : JB
  - Soyez sympas, rembobinez (2008) : Jerry
  - Walk Hard: The Dewey Cox Story (2008) : Paul McCartney
  - Le Roi de la polka (2018) : Jan Lewan
  - Minecraft, le film (2025) : Steve
- Josh Gad dans (8 films) :
  - Love, et autres drogues (2010) : Josh Reidy
  - Jobs (2013) : Steve Wozniak
  - Pixels (2015) : Ludlow Lamonsoff
  - Témoin à louer (2015) : Doug Harris
  - Mes vies de chien (2017) : Bailey / les autres chiens (voix)
  - Le Crime de l'Orient-Express (2017) : Hector MacQueen
  - Mes autres vies de chien (2019) : Bailey, les autres chiens (voix)
  - Artemis Fowl (2020) : Mulch Diggums
- Sean Astin dans (7 films) :
  - Le Seigneur des anneaux : La Communauté de l'anneau (2001) : Samsagace Gamegie
  - Le Seigneur des anneaux : Les Deux Tours (2002) : Samsagace Gamegie
  - Le Seigneur des anneaux : Le Retour du roi (2003) : Samsagace Gamegie
  - Click : Télécommandez votre vie (2006) : Bill Rando
  - Forever Strong (2008) : Marcus Tate
  - Les Sorcières d'Oz (2011) : Frack
  - Vindicte (2023) : Rick
- Jonah Hill dans (6 films) :
  - J'adore Huckabees (2004) : Bret
  - Le Loup de Wall Street (2013) : Donnie Azoff
  - War Dogs (2016) : Efraim Diveroli
  - Don't Worry, He Won't Get Far on Foot (2018) : Donnie
  - Don't Look Up : Déni cosmique (2021) : Jason Orlean
  - You People (2023) : Ezra
- Chris Pontius dans (5 films) :
  - Jackass deux, le film (2006) : lui-même
  - Jackass 3D (2010) : lui-même
  - Game Over, Man! (2018) : lui-même
  - Jackass Forever (2022) : lui-même
  - Jackass 4.5 (2022) : lui-même
- Chris Owen dans (4 films) :
  - American Pie (1999) : Chuck Sherman
  - American Pie 2 (2001) : Chuck Sherman
  - American Pie Présente : No Limit! (2005) : Chuck Sherman
  - American Pie 4 (2012) : Chuck Sherman
- Jesse Plemons dans (4 films) :
  - The Master (2012) : Val Dodd
  - Strictly Criminal (2015) : Kevin Weeks
  - Le Pont des espions (2015) : Murphy
  - Hostiles (2018) : le lieutenant Rudy Kidder
- James Corden dans (4 films) :
  - New York Melody (2013) : Steve
  - Kill Your Friends (2015) : Waters
  - Ocean's 8 (2018) : John Frazier
  - Superintelligence (2020) : lui-même, Superintelligence #2 (voix)
- Sammo Hung dans :
  - Le Moine d'Acier (1977) : Chong Mailog (doublage tardif)
  - Warriors Two (1978) : Fei Chun (doublage tardif)
  - Eastern Condors (1987) : Man Yen Chieh (2e doublage, 2007)
- Angus Sampson dans :
  - Insidious (2011) : Tucker
  - Insidious : Chapitre 3 (2015) : Tucker
  - Insidious : La Dernière Clé (2018) : Tucker
- Dash Mihok dans :
  - Sleepers (1996) : K. C.
  - Eaux profondes (2022) : Arthur Goggins
- Mike Epps dans :
  - Next Friday (2000) : Day Day Jones
  - Friday After Next (2002) : Day Day Jones
- David Cross dans :
  - Run Ronnie Run! (en) (2002) : Ronnie Dobbs
  - Pentagon Papers (2018) : Howard Simons
- Justin Long dans :
  - La Coccinelle revient (2005) : Kevin
  - Admis à tout prix (2006) : Bartleby Gaines
- Michael Weston dans :
  - Mariage Express (2006) : Ted
  - Quad (en) (2020) : Ross Niskar
- Ricky Gervais dans :
  - Opération Muppets (2014) : Dominic
  - David Brent: Life on the Road (en) (2016) : David Brent
- T. J. Miller dans :
  - Joyeux Bordel ! (2016) : Clay Vanstone
  - Goon: Last of the Enforcers (2017) : Chad Bailey
- Alexander Scheer dans :
  - Gundermann (2018) : Gerhard Gundermann
  - Cœurs ennemis (2019) : Siegfried Leitmann
- Cameron Britton dans :
  - Millénium : Ce qui ne me tue pas (2018) : Plague
  - Le Pire Voisin au monde (2022) : Jimmy
- Kevin Smith dans :
  - Jay et Bob contre-attaquent… encore (2019) : Silent Bob
  - Clerks 3 (2022) : Silent Bob
- 1944[12] : La Paloma : Fiete Brinkmann (Gustav Knuth)
- 1971[13] : The Big Boss : le fils de Mi (Tony Liu)
- 1971[14] : La Dernière Séance : Sonny Crawford (Timothy Bottoms)
- 1979[15] : Apocalypse Now : Tyrone « Clean » Miller (Laurence Fishburne)
- 1984[16] : Il était une fois en Amérique : Max jeune (Rusty Jacobs (en))
- 1992 : Ninja Kids : Jeffrey « Mustang » Douglas (Max Elliott Slade (en))
- 1993 : Les Aventures de Huckleberry Finn : Les Aventures de Huckleberry Finn (Elijah Wood)
- 1993 : L'Homme sans visage : Charles E. « Chuck » Norstadt (Nick Stahl)
- 1993 : Sister Act, acte 2 : Westley Glen « Ahmal » James (Ryan Toby)
- 1994 : À chacun sa guerre : Marsh (Brennan Gallagher)
- 1994 : Les Chenapans : Waldo Alocius Johnston III (Blake McIver Ewing) (dialogues)
- 1995 : Babe, le cochon devenu berger : Babe (Christine Cavanaugh) (voix - doublage alternatif)
- 1996 : Spoof Movie : Cure-dents (Darrel Heath)
- 1996 : Le Dortoir des garçons : John Phillips (Wiley Wiggins (en))
- 1996 : Une nuit en enfer : Scott Fuller (Ernest Liu)
- 1996 : Jack : voix additionnelles
- 1996 : Tout le monde dit I love you : Jeffrey Vandeost (John Griffin)
- 1997 : Magic Warriors : Brad (Michael Dubrow)
- 1997 : Bienvenue à Gattaca : voix additionnelles
- 1997 : Chérie, nous avons été rétrécis : Trey (Theodore Borders)
- 1997 : Will Hunting : Vinnie (Barna Moricz)
- 1998 : Las Vegas Parano : l'auto-stoppeur (Tobey Maguire)
- 1998 : Rushmore : Magnus Buchan (Stephen McCole)
- 1998 : Un élève doué : Joey (Joshua Jackson)
- 1998 : Big Party : Jake (Channon Roe)
- 1998 : Le Trésor de McCinsey : Billy (Todd Sheeler)
- 1999 : Matrix : « le Mulot » (Matt Doran)
- 1999 : Human Traffic : Moff (Danny Dyer)
- 2000 : Destination finale : Tod Waggner (Chad Donella)
- 2000 : Eh mec ! Elle est où ma caisse ? : Chester Greenburg (Seann William Scott)
- 2000 : Requiem for a Dream : Harry Goldfarb (Jared Leto)
- 2000 : Presque célèbre : William Miller (Patrick Fugit)
- 2000 : Battle Royale : Nobu (Yukihiro Kotani)
- 2000 : Un été sur Terre : Charlie (Erik Eidem)
- 2000 : Scary Scream Movie : Slab O'Beef (Simon Rex)
- 2001 : The Score : Steven (Jamie Harrold)
- 2001 : Evolution : Deke Donald (Ethan Suplee)
- 2001 : Shaolin Soccer : Plume légère (Lam Chi-chung (en))
- 2001 : Bones : Patrick Peet (Khalil Kain)
- 2001 : Docteur Dolittle 2 : le deuxième rat (John Leguizamo) (voix)
- 2001 : À l'ombre de la haine : Darryll Cooper (Taylor LaGrange)
- 2001 : Sous le silence : Thomas Caffey (Vincent Kartheiser)
- 2002 : Opération funky : Undercover Brother / Anton Jackson (Eddie Griffin)
- 2002 : Cabin Fever : Bert (James DeBello)
- 2002 : 8 Mile : Sol George (Omar Benson Miller)[n 1]
- 2002 : Les Lois de l'attraction : Richard Jared (Russel Sams)
- 2002 : The Extremists : Will (Devon Sawa)
- 2002 : Kermit, les années têtard : Croaker (Bill Barretta) (voix)
- 2002 : Rêve de champion : Joel de la Garza (Angelo Spizziri)
- 2002 : Ultimate X : Le film : lui-même (Cory Nastazio) (film documentaire)
- 2003 : Destination finale 2 : Dano Estevez (Alejandro Rae)
- 2003 : Memories of Murder : Baek Kwang-ho (Park Noh-shik)
- 2003 : Sous le soleil de Toscane : Pawel (Pawel Szajda)
- 2003 : Inspecteur Gadget 2 : Fino (Jeff Bennett) (voix)
- 2003 : Jeepers Creepers 2 : Scott « Scotty » Braddock (Eric Nenninger)
- 2003 : Sexe, Lycée et Vidéo : Tom Cooperman (Vince Vieluf)
- 2004 : L'Effet papillon : Lenny Kagan (Elden Henson)
- 2004 : The Girl Next Door : Matthew Kidman (Emile Hirsch)
- 2004 : Fat Albert : Mushmouth (Jermaine Williams (en))
- 2004 : Les Notes parfaites : le frère de Kyle (Matthew Lillard)
- 2004 : Collision (Crash) de Paul Haggis : Anthony (Christopher « Ludacris » Bridges)
- 2005 : Rencontres à Elizabethtown : Charlie (Shane Lyons (en))
- 2005 : Le Boss : Booty (Anthony Mackie)
- 2005 : Zig Zag, l'étalon zébré : Buzz (Steve Harvey) (voix)
- 2006 : American Pie Présente : String Academy : Ryan Grimm (Ross Thomas)
- 2006 : Juste une fois ! : Dougie (Jack Plotnick)
- 2006 : Garfield 2 : McBunny (Rhys Ifans) (voix)
- 2006 : Lucky Girl : lui-même (Danny Jones)
- 2006 : Docteur Dolittle 3 : Clayton (Tommy Snider)
- 2006 : Southland Tales : Bing Zinneman (Todd Berger)
- 2007 : American Gangster : Huey Lucas (Chiwetel Ejiofor)
- 2007 : Écrire pour exister : Marcus (Jason Finn)
- 2007 : Shrooms : Jake (Jack Huston)
- 2007 : Les Frères Solomon : John Solomon (Will Forte)
- 2007 : Bad Times : Toussaint (Chaka Forman)
- 2007 : Dans la vallée d'Elah : Robert Ortiez (Victor Wolf)
- 2007 : Caramel : Bassam (Ismail Antar)
- 2008 : Jumper : Mark Kobold (Teddy Dunn)
- 2008 : Rachel se marie : l'humoriste (Dorian Missick (en))
- 2009 : I Love You, Man : Lonnie (Joe Lo Truglio)
- 2009 : Jusqu'en enfer : Rham Jas (Dileep Rao)
- 2010 : We Are Four Lions : Barry (Nigel Lindsay (en))
- 2010 : Jurassic Predator (en) : « Froggy » (Paul Wall)
- 2010[17] : Unstoppable : Jesse Colson (Jeff Wincott (en))
- 2011 : Very Bad Trip 2 : voix additionnelles
- 2011 : The Descendants : Sid (Nick Krause)
- 2012 : The Amazing Spider-Man : T-Bone, l'épicier (Michael Barra)
- 2012 : End of Watch : Big Evil (Maurice Compte)
- 2012 : Usurpateur : Fernando (Alberto Ajaka)
- 2013 : My Movie Project : Jason (Chris Pratt)
- 2013 : Zulu : Cat (Randal Majiet)
- 2013 : Les Miller, une famille en herbe : le youtubeur que regarde David [Qui ?] (voix)
- 2013 : 47 Ronin : Basho (Takato Yonemoto)
- 2013 : Twelve Years a Slave : Burch (Christopher Berry)
- 2014 : Avant d'aller dormir : Caretaker (Ben Crompton)
- 2014 : Rec 4 : Nick (Ismael Fritschi)
- 2014 : Duels : Kane (Daniele Favilli)
- 2014 : Balade entre les tombes : James Loogan (Ólafur Darri Ólafsson)
- 2014 : Horns : Eric Hannity (Michael Adamthwaite)
- 2014 : Kingsman : Services secrets : Poodle (Jordan Long)
- 2015 : The Ridiculous 6 : Nelly Patch (Nick Swardson)
- 2015 : Seul sur Mars : Bruce Ng (Benedict Wong)
- 2015 : Spotlight : Joe Crowley (Michael Cyril Creighton (en))
- 2015 : Welcome Back : Roy (Michael Chernus)
- 2016 : Le Livre de la jungle : Ikki, le porc-épic (Garry Shandling) (voix)
- 2016 : Bad Santa 2 : Thurman Merman (Brett Kelly (en)) (voix parlée)
- 2016 : The Strangers : Jong-Goo (Kwak Do-won)
- 2016 : Holidays : Ian (Harley Morenstein (en))
- 2017 : Sandy Wexler : Ted Rafferty (Kevin James)
- 2017 : Transformers: The Last Knight : Perceval (Rob Witcomb)
- 2017 : Blade of the Immortal : Shido Hishiyasu (Ken Kaneko (en))
- 2017 : Wonder Wheel : Jake Jacoby (David Krumholtz)
- 2017 : Killing Gunther : Donald « Donnie » Piznowki (Bobby Moynihan)
- 2017 : Journal d'un dégonflé : Un loooong voyage : Mac Digby (Joshua Hoover)
- 2018 : Super Troopers 2 (en) : Farva (Kevin Heffernan)
- 2018 : Action Point (en) : Benny (Matt Schulze)
- 2018 : A Star Is Born : le chauffeur de salle de la soirée Drag Queen (Shangela « DJ Pierce » Wadley)
- 2019 : Men in Black: International : Vungus (Kayvan Novak)
- 2020 : The Babysitter: Killer Queen : ? (?)
- 2020 : L'Incroyable Histoire de l'Île de la Rose : Maurizio Orlandini (Leonardo Lidi (it))
- 2020 : Drunk : Nikolaj (Magnus Millang (da))
- 2021 : Spirale : L'Héritage de Saw : le punk drogué (Chris Ramsay)
- 2021 : Ice Road : Gurty (Marcus Thomas (en))
- 2021 : Matrix Resurrections : Jude (Andrew Caldwell (en))
- 2021 : Nous étions des chansons : Jorge (Artur Busquets)
- 2022 : Jerry and Marge Go Large : Bill (Rainn Wilson)
- 2022 : Notre Noël à la ferme (en) : Beano (Scott Paige)
- 2023 : Power Rangers : Toujours vers le futur : Rocco « Rocky » DeSantos / Ranger rouge (Steve Cardenas (en))
- 2023 : 10 jours du côté du mal (tr) : Zeynel (Rıza Kocaoğlu (tr))
- 2023 : Beau Is Afraid : Roger (Nathan Lane)
- 2023 : Freestyle : « Canap » [Qui ?]
- 2023 : Aquaman et le Royaume perdu : Kingfish (Martin Short) (voix)
- 2024 : Dune : Deuxième partie : le contrebandier pilotant la moissonneuse d'épice [Qui ?]
- 2024 : The Fall Guy : le gérant du karaoké (Andrew Ryan)
- 2024 : Monkey Man : Alphonso (Pitobash Tripathy (en))
- 2024 : Le Flic de Beverly Hills : Axel F. : Boghos (Sean Liang)
- 2024 : Borderlands : Jake / Middle Man (Harry Ford (en))
- 2025 : Blanche-Neige : Timide (Tituss Burgess) (voix)
- 2025 : Karate Kid: Legends : ? (?)

#### Court métrage
- 2017 : On s'est fait doubler ! : l'acteur à la télé (Frédéric Zolfanelli)

### Télévision

#### Téléfilms
- Joshua Morrow dans :
  - Les Chaussures magiques (2015) : George Larou
  - Un tueur parmi nous (2016) : Haberman
- 1990 : Troll 2 : Arnold (Darren Ewing)
- 1998 : Des vacances mouvementées : Wade Early (Ryan Reynolds)
- 2004 : Un cœur pour David : David (Billy Aaron Brown (en))
- 2004 : Trois filles, trois mariages, un tour du monde ! : Sam Reilly (Sebastian Tillinger)
- 2009 : Une femme piégée : Sheldon Wilkes (Brian Dietzen)
- 2009 : Des mains en or : Jose Gonzalez (Ithamar Enriquez)
- 2013 : Autant en emporte Noël : Caleb (Tyler Hilton)
- 2013 : Un amour de pâtisserie : Martin Kemp (Danny Morgan)
- 2014 : Détour mortel : Lester « Grand Chauffeur » (Will Harris)
- 2015 : Un amour de tortue : le narrateur (James Corden) (voix)
- 2022 : Douce nuit, folle nuit : Oskar (Martin Leutgeb)

#### Séries télévisées
- Sean Astin dans (10 séries) :
  - Into the West (2005) : Martin Jarrett (mini-série)
  - 24 Heures chrono (2006) : Lynn McGill (saison 5)
  - Monk (2007) : Paul Buchanan (saison 5, épisode 12)
  - Discworld (2008) : Deuxfleurs (mini-série)
  - Alphas (2012) : Mitchel Morgan (saison 2, épisodes 11 et 12)
  - The Strain (2014-2015) : Jim Kent (9 épisodes)
  - Stranger Things (2017-2019) : Bob Newby (10 épisodes)
  - Brooklyn Nine-Nine (2019) : le sergent Knox (saison 6, épisode 14)
  - Le Secret de Nick (2019) : Ed (20 épisodes)
  - Supergirl (2019-2020) : Pete Andrews (saison 5, épisodes 3 et 18)
- Michael Weston dans (7 séries) :
  - Six Feet Under (2004-2005) : Jake (4 épisodes)
  - New York, unité spéciale (2007 / 2012 / 2019) : Simon Marsden (6 épisodes)
  - Dr House (2008-2010) : Lucas Douglas (10 épisodes)
  - Burn Notice (2009) : Spencer (saison 3, épisode 5)
  - Supernatural (2009) : Charlie jeune (saison 4, épisode 12)
  - Those Who Kill (2014) : Space Cowboy (3 épisodes)
  - Home Before Dark (2020-2021) : le lieutenant Frank Briggs Jr. (20 épisodes)
- Joshua Bitton dans (4 séries) :
  - L'Enfer du Pacifique (2010) : le sergent J.P. Morgan (mini-série)
  - Mentalist (2011 / 2015) : Rick Tork (3 épisodes)
  - Private Practice (2012) : Adam Stanfield (saison 6, épisode 3)
  - Castle (2014) : le lieutenant Grant « Sully » Sullivan (saison 6, épisode 3)
- Paul Walter Hauser dans (4 séries) :
  - Unbreakable Kimmy Schmidt (2018-2019) : Tripp Knob (saison 4, épisodes 2 et 11)
  - Cobra Kai (2021) : Raymond « la Rascasse » (2e voix, saison 4, épisodes 8 et 10)
  - Calls (2021) : Floyd (voix - saison 1, épisode 5)
  - Black Bird (2022) : Larry Hall (mini-série)
- Brian Dietzen dans :
  - NCIS : Enquêtes spéciales (depuis 2004) : Dr Jimmy Palmer[n 1]
  - NCIS : Nouvelle-Orléans (2016) : Dr Jimmy Palmer (saison 2, épisode 12)[n 1]
  - NCIS: Hawaiʻi (2022-2023) : Dr Jimmy Palmer (saison 2, épisodes 1 et 10)
- Josh Gad dans :
  - Avenue 5 (2020-2022) : Herman Judd (17 épisodes)
  - Wolf Like Me (2022-2023) : Gary (13 épisodes)
  - La Folle Histoire du monde 2 (2023) : William Shakespeare (mini-série)
- Kaj-Erik Eriksen dans :
  - L'As de la crime (1991-1996) : David Scali (92 épisodes)
  - Chair de poule (1995) : Billy Harlan (saison 1, épisodes 5 et 6)
- Chad Todhunter (de) dans :
  - La Vie à cinq (1999) : Cody (10 épisodes)
  - Mentalist (2008) : Jason O'Toole (saison 1, épisode 5)
- Wentworth Miller dans :
  - Dinotopia (2002-2003) : David Scott (mini-série)
  - Ghost Whisperer (2005) : le sergent Paul Adams (saison 1, épisode 1)
- Vicellous Reon Shannon (en) dans :
  - FBI : Portés disparus (2003) : le Pompier (saison 2, épisode 8)
  - JAG (2003-2004) : Kevin Dupree (3 épisodes)
- Tyler Hilton dans :
  - Les Frères Scott (2004-2012) : Chris Keller (29 épisodes)
  - Extant (2014-2015) : Charlie Arthurs (20 épisodes)
- Jesse Plemons dans :
  - Grey's Anatomy (2006) : Jake Burton (saison 2, épisode 18)
  - Love and Death (2023) : Allan Gore (mini-série)
- David Blue dans :
  - Ugly Betty (2007-2008) : Cliff St. Paul (7 épisodes)
  - Stargate Universe (2009-2011) : Eli Wallace (40 épisodes)
- Ricky Gervais dans :
  - Derek (2012-2014) : Derek Noakes (14 épisodes)
  - After Life (2019-2022) : Tony Johnson (19 épisodes)
- T. J. Miller dans :
  - Silicon Valley (2014-2017) : Erlich Bachman (38 épisodes)
  - Crashing (en) (2017) : T. J. Miller (saison 1, épisodes 2 et 3)
- Rich Sommer (en) dans :
  - Wet Hot American Summer: First Day of Camp (2015) : Graham (mini-série)
  - Wet Hot American Summer: Ten Years Later (2017) : Graham (mini-série)
- Daniel Maslany dans :
  - Les Enquêtes de Murdoch (depuis 2016) : l'inspecteur Llewellyn Watts
  - Hudson et Rex (2022) : Derek Spade (saison 5, épisode 1)
- Rainn Wilson dans :
  - Mom (2019-2021) : Trevor Wells (9 épisodes)
  - Utopia (2020) : Michael Stearns (8 épisodes)
- 1993-1999 : Une nounou d'enfer : Brighton Sheffield (Benjamin Salisbury) (145 épisodes)
- 1994-1998 : Incorrigible Cory : Frankie Stechino (Ethan Suplee) (19 épisodes)
- 1994-1999 : Alerte à Malibu : Hobie Buchannon (Jeremy Jackson) (2e voix)
- depuis 1994 : Les Feux de l'amour : Nicholas Newman (Joshua Morrow) (3329 épisodes - en cours)
- 1995 : Sauvés par le gong : La Nouvelle Classe : R.J. « Hollywood » Collins (Salim Grant) (saison 3)
- 1995-1998 : Les Incroyables Pouvoirs d'Alex : Louis Driscoll (Benjamin Kimball Smith) (45 épisodes)
- 1996 : Chair de poule : Greg (Ryan Gosling) (saison 1, épisode 15), Sticks (Kris Lemche) (saison 2, épisode 14) et voix additionnelles
- 1997 : Buffy contre les vampires : Billy Fordham (Jason Behr) (saison 2, épisode 7)
- 1997 : Friends : Mike (Jamie Kaler (en)) (saison 4, épisode 10)
- 1997-1998 : X-Files : Aux frontières du réel : Lee Harvey Oswald (Morgan Weisser) (saison 4, épisode 7), Bobby Rich (Chad Lindberg) (saison 5, épisode 9) et Ronnie Strickland (Patrick Renna) (saison 5, épisode 12)
- 1999-2000 : New York Police Blues : J.B. Murphy (Jeff Cahill) (5 épisodes)
- 1999-2001 : Crash Zone : Mike Hansen (Nikolai Nikolaeff) (26 épisodes)
- 1999-2002 : S Club 7 : Bradley McIntosh (Bradley McIntosh) (54 épisodes)
- 2000 : Roswell : Nicholas Crawford (Miko Hughes) (saison 2)
- 2000 : Madigan de père en fils : Luke Madigan (John Hensley) (12 épisodes)
- 2001 : Aux portes du cauchemar : Spencer (Jeremy Ray Valdez) (épisode 3), Frederick « Freddy » Goal (George O. Gore II ) (épisodes 6 et 7), Mike (Scott Gerbacia) (épisode 8)
- 2001 : Felicity : DeForrest Ingram (Kenan Thompson) (saison 3)
- 2001 : Wolf Lake : Sean (Craig Olejnik) (épisodes 1 et 3)
- 2001-2002 : 24 Heures chrono : Milo Pressman (Eric Balfour) (1re voix, saison 1)
- 2001-2009[18] : According to Jim : Andrew « Andy » Mabel (Larry Joe Campbell) (182 épisodes)
- 2002-2004 : The Shield : Yancey Gonzales (Juan Diego) (saison 1, épisode 2), Cyrus (Malieek Straughter) (saison 1, épisode 13), Mouser (Jonathan Roger Neal) (saison 2, épisode 13) et Noa (Aris Alvarado) (saison 3, épisode 1)
- 2002-2004 : Greg the Bunny : Greg le lapin (Dan Milano (en)) (voix)
- 2002-2004 : Malcolm : Igor (Jonny Acker) (3 épisodes)
- 2002-2004 : Touche pas à mes filles : Kyle (Billy Aaron Brown (en)) (31 épisodes)
- 2003 : Le Cartel : Ernesto « Le Couillu » Romo (Jacob Vargas) (mini-série)
- 2004 : Urgences : Dr Howard Ritzke (Andy Powers) (saison 11)
- 2004 : Kingdom Hospital : Dr Elmer Traff (Jamie Harrold) (13 épisodes)
- 2004 : Monk : Ronnie (Kyle Davis (en)) (saison 3, épisode 7)
- 2004-2005 : Les Quintuplés : Pearce Chase (Johnny Lewis) (22 épisodes)
- 2004-2006 / 2019 : Veronica Mars : Sean Friedrich (Kevin Sheridan) (3 épisodes) et Don (Clark Duke) (saison 4)
- 2005 : Les Maîtres de l'horreur : Boxx (Ryan McDonald) (saison 1, épisode 3)
- 2005 : Kevin Hill : Levi (Lee Thompson Young) (saison 1, épisode 12)
- 2005-2009 : Ghost Whisperer : Marty Golden (Jed Rees (en)) (saison 1, épisode 12), Craig (Max Adler) (saison 2, épisode 10), le soldat William Owen (Lui-même) (saison 3, épisode 3), Josh (Brent Tarnol) (saison 3, épisode 14), Linus Van Horn (Patrick J. Adams) (saison 4, épisode 16), Zack Dorin/Garrett Warner (Hank Harris) (saison 5, épisode 5) et Ben (Chris Dougherty) (saison 5, épisode 10)
- 2006-2007 : Prison Break : Trey Morgan (Andra Fuller (en)) (saison 2, épisodes 9 et 14)
- 2006-2007 : Studio 60 : Darius Hawthorne (Columbus Short) (10 épisodes)
- 2006 / 2017-2020 : Supernatural : Max Miller (Brendan Fletcher) (saison 1, épisode 14) et Jack / Nephilim (Alexander Calvert) (39 épisodes)
- 2007-2009 : Skins : « Posh » Kenneth (Daniel Kaluuya) (11 épisodes)
- 2008-2010 : Sons of Anarchy : le chef-adjoint David Hale (Taylor Sheridan) (21 épisodes)
- 2008-2012 : Esprits criminels : Peter Redding (Scott Michael Campbell (en)) (saison 3, épisode 15), Ray Campion (Eddie Jemison) (saison 5, épisode 7) et Caleb Rossmore (Jeff Newburg) (saison 7, épisode 11)
- 2009 : Scrubs : Jimmy (Taran Killam (en)) (saison 8)
- 2009 : Occupation (en) : Danny (Stephen Graham) (mini-série)
- 2009 : Trinity : Angus Fergus (Mark Wood) (8 épisodes)
- 2009 : Eleventh Hour : Felix Lee (Omar Benson Miller) (5 épisodes)
- 2009-2015 : Glee : Gordon "Jordy" Westcott (Gregory Smith) (quelques épisodes)
- 2009-2019 : The Big Bang Theory : Barry Kripke (John Ross Bowie) (25 épisodes)
- 2010-2013 : Whitechapel : l'inspecteur Finlay Mansell (Ben Bishop) (15 épisodes)
- 2011 : New York, unité spéciale : Eddie Skinner (Michael Raymond-James) (saison 12, épisode 17)
- 2011 : Boardwalk Empire : l'agent Clarkson (Joel Brady) (saison 2)
- 2011-2014 : Love/Hate (en) : Francis « Fran » Cooney (Peter Coonan (en)) (24 épisodes)
- 2011-2016 : Blue Bloods : le révérend Darnell Potter (Ato Essandoh) (7 épisodes)
- 2012 : The Newsroom : Dr Jack Habib (David Krumholtz) (saison 1)
- 2012-2013 : Don't Trust the B---- in Apartment 23 : Eli Webber (Michael Blaiklock (en)) (26 épisodes)
- 2013 : Les Experts : un agent de nettoyage [Qui ?] (saison 14, épisode 12)
- 2013 : Body of Proof : Jaxon Ware (Alex Di Dio) (saison 3, épisode 4)
- 2013-2018 : The Middle : Kenny (Tommy Bechtold) (27 épisodes)
- 2014-2015 : Justified : Carl (Justin Welborn) (19 épisodes)
- 2014-2017 : Scorpion : Mark Collins (Joshua Leonard) (6 épisodes)
- 2015 : The Brink : Alex Talbot (Jack Black) (10 épisodes)
- 2015-2016 : Togetherness : Alex Pappas (Steve Zissis) (16 épisodes)
- 2016 : Code Black : Craig James (David Power) (saison 1, épisode 17)
- 2016 :  Squadra criminale : Lorenzo (Mario Pirrello) (saison 2, épisode 1)
- 2016 : Vinyl : Scott Leavitt (P. J. Byrne)
- 2016-2021 : Brooklyn Nine-Nine : Sam Boyle (Christopher Gehrman) (4 épisodes)
- 2016-2018 : The Ranch : Jameson « Rooster » Bennett (Danny Masterson) (50 épisodes)
- 2016-2018 : Flowers : Donald Flowers (Daniel Rigby (en)) (12 épisodes)
- 2017 : Reign : Le Destin d'une reine : David Rizzio (Andrew Shaver) (saison 4)
- 2017 : Santa Clarita Diet : Artie « Anton » (Derek Waters (en)) (saison 1, épisode 9)
- 2017 : American Gods : Low Key Lyesmith / Loki (Jonathan Tucker) (saison 1, épisode 1)
- 2017 : Loaded : le chanteur du groupe d'A Capella [Qui ?]
- 2017 : Bad Blood : Mike « Big Mike » Cecchin (Dylan Roberts) (saison 1, épisode 1)
- 2017 / 2019 : Jane the Virgin : Jeremy Howe (Evan Todd (en)) (5 épisodes)
- 2017 / 2019 : Lucifer : Dave Maddox (Ian Verdun) (saison 2, épisode 13) et MoNopolize (Erron Jay) (saison 4, épisode 10)
- 2018 : Philip K. Dick's Electric Dreams : Philbert Noyce (Mel Rodriguez) (épisode 7)
- 2018 : Mosaic : Nate Henry (Devin Ratray) (mini-série)
- 2018 : Narcos: Mexico : Cooper (Eddie Martinez) (saison 1, épisode 1)
- 2018 : La Foire aux vanités : Joseph « Jos » Sedley (David Fynn (en)) (mini-série)
- 2018[19] : Cobra Kai : Keith (Jon Levine) (saison 1, épisode 2)
- 2018 : Deutsch-les-Landes : Karsten (Sebastian Schwarz)
- 2018 : Everything Sucks! : M. Stargrove (Ben York Jones)
- 2019 : Barry : Mike (Rodney To) (saison 2)
- 2019 : Bauhaus - Un temps nouveau : Emil Friedrichs (Ronald Zehrfeld) (mini-série)
- 2019 : The Terror : Arthur Ogawa (Marcus Toji (en)) (saison 2, épisodes 4 et 5)
- 2019 : The Deuce : Jack Maple (Domenick Lombardozzi) (saison 3)
- 2019-2020 : Stumptown : Tookie (Adrian Martinez) (18 épisodes)
- 2019-2020 : All American : Rick Wilson (Scot Ruggles)
- 2019-2023 : Doom Patrol : Ernest Franklin (Tommy Snider) (6 épisodes)
- 2019-2023 : Sex Education : M. Hendricks (Jim Howick) (20 épisodes)
- 2020 : AJ and the Queen : Tommy / Fanny Pack (Ginger Minj)
- 2020 : Mes premières fois : Rick (Dave Theune) (saison 1, épisode 6)
- 2020 : Teenage Bounty Hunters : voix additionnelles
- 2020 : Manifest : le lieutenant Dibacco (Lou Martini Jr.) (saison 2)
- 2020 : Her Voice : Phil (Sam Lazarus) (6 épisodes)
- 2020 : Mythic Quest : Dan Williams (John DiMaggio) (saison 1)
- 2021 : Outer Banks : Macias (Michael Milligan) (1re voix - saison 2, épisode 10)
- 2021 : Chabracadabra (en) : Noirot le corbeau [Qui ?] (voix)
- 2021 : The Silent Sea : Kim « Kim Sun » Heesun (Lee Sung-wook (en)) (saison 1)
- 2021 : Les Enquêtes de Vera : John Paul Tullman (Micky McGregor) (saison 11, épisode 1)
- 2021-2022 : Kevin Can F**k Himself (en) : Kevin McRoberts (Eric Petersen (en)) (16 épisodes)
- 2021-2023 : Big Sky : le shérif-adjoint Poppernak (J. Anthony Pena) (29 épisodes)
- 2022 : Pam and Tommy : le pénis de Tommy (Jason Mantzoukas) (mini-série, voix)
- 2022 : Borgen, une femme au pouvoir : Rasmus Gren Lundbæk (Magnus Millang (en)) (saison 4)
- 2022 : Resident Evil : Richard Baxter (Turlough Convery (en))
- 2022 : Sandman : Fun Land (Danny Kirrane (en)) (saison 1, épisodes 7 et 9)
- 2022 : She-Hulk : Avocate : Alejandro Montoya / El Águila (Joseph Castillo-Midyett) (mini-série)
- 2022 : Slow Horses : Zeppo (Stephen Walters) (saison 1)
- 2022 : Players (en) : Kyle Braxton (Ely Henry)
- 2022 : Vers les étoiles : Byron (Adam Bartley (en))
- depuis 2022 : Andor : le sergent Linus Mosk (Alex Ferns)
- depuis 2022 : Severance : Dylan George (Zach Cherry)
- depuis 2022 : The Bear : Neil Fak (Matty Matheson (en))
- 2023 : Deadloch : ? (?)
- 2023 : The Crowded Room : Mario, le barman (Adam Petchel) (mini-série)
- 2023 : Only Murders in the Building : Gregg (Adrian Martinez) (saison 3, épisode 2)
- 2023 : The Village (en) : Peter Pandiyan (George Maryan (en))
- 2024 : Le Régime : l'humoriste (Ed Gaughan (en)) (mini-série)
- 2024 : Eric : Lennie Wilson (Dan Fogler) (mini-série)
- 2024 : Ted : Matty Bennett (Scott Grimes)
- 2024 : The Sticky : Remy Bouchard (Guillaume Cyr)
- 2024 : English Teacher : Markie Hillridge (Sean Patton)
- 2025 : The Studio : l'annonceur (Bill Watterson) (voix)

#### Séries d'animation
- 1992 : Retour vers le futur : Jules Brown et Biff Jr.
- 1993-1995 : La Bande à Dingo : Max
- 1994 : Crypte Show : voix additionnelles
- 1994-1996 : Mighty Max : Max
- 1994-1999 : Doug : Douglas « Doug » Fripon
- 1996 : Freakazoid! : Dexter Douglas
- 1996 : Double Dragon : Michael
- 1996 : Mot : Léo (1re voix), l'ange 245, Robert et voix additionnelles
- 1996 : RG Veda : Ryu-O
- 1996 : Scooby-Doo : Agence Toutou Risques : le père de Véra et voix additionnelles (saisons 2 à 4)
- 1996-1998 : Le Bus magique : Arnaud (1re voix, saisons 1 à 3)
- 1997 : Fennec : Achille (1re voix, saison 1)
- 1997 : Battle Arena Tōshinden : les enfants
- 1997-1999 : Enigma : Sherlock
- 1997-1999 : Hé Arnold ! : Torvald, Wolfgang (1re voix)
- 1997-1999 : Les Graffitos : Bradley
- 1997-2000 : Superman, l'Ange de Metropolis : Jimmy Olsen
- depuis 1997 : South Park : Eric Cartman, Butters Stotch, Philipp, Satan (2e voix) et voix additionnelles
- 1998 : Le Magicien : Cosmo
- 1998 : Fifi Brindacier : Ben
- 1998 : Le Livre de la jungle, souvenirs d'enfance : Shere Khan enfant (1re voix, saison 1)
- 1998 : Papyrus : Tamik (épisode 24)
- 1998-1999 : Poil de Carotte : Félix
- 1999 : Les Globulyss : Jean-Jean
- 1999 : Futurama : Smithy et URL, les deux policiers (saison 1, épisode 1)
- 1999 : Alix : Alix
- 1999 : Batman, la relève : Howard Groote (1re voix)
- 1999 : Hercule : Triton (épisode 33)
- 1999-2001 : Le Laboratoire de Dexter : Valhallen (saisons 1 et 2)
- 1999-2001 : Les 101 Dalmatiens, la série : Troispattes (voix de remplacement), Ouragan (épisode 6) et Willy (épisode 65)
- 1999-2002 : Angry Kid : Angry Kid (saisons 1 et 2)
- 2000-2009 : Les Griffin : Chris Griffin (1re voix), Kevin Swanson (1er épisode), Rupert, Jake Tucker, Kool-Aid (1re voix), Dylan Flannigan (1re voix), Neil Goldman, Bertram
- 2001 : Samouraï Jack : Frederick (épisode 5)
- 2001-2002 : Kong : Eric « Tan » Tannenbaum
- 2001-2003 : Tous en boîte : Max et Kuzco
- 2001-2005 : Cool Attitude : Stevie Webb
- 2001-2008 : Totally Spies! : Diminutive Smalls alias Minus Lepetit (1re voix, saisons 1 et 4), T-Bone (1re voix, saisons 2 et 5) et Randolph (saison 3, épisode 23)
- 2003 : Mon Ami Marsupilami : le traducteur et le psychiatre (épisode 20)
- 2003 : Jasper le pingouin : Jasper
- 2003 : L'Odyssée : Philo
- 2003 : Starship Troopers : Max Brutto
- 2003-2004 : Moi Willy, fils de rock star : Mark (saison 1, épisode 8)
- 2003-2005 : Jimmy Neutron : Butch (1re voix)
- 2003-2006 : Martin Mystère : voix additionnelles
- 2003-2004 puis 2014-2016 : Corneil et Bernie : Roméo, Cousin Herbie, M. Pactise (épisode 38)[n 1], voix additionnelles
- 2004-2007 : Teen Titans : Les Jeunes Titans : Captain Video
- 2005 : Jackie Chan : Ice (épisode 78)
- 2005 : Toupou : Benny et Eddy
- 2005-2007 : Krypto le superchien : Éclair le superchat, Robbie, Jimmy, Caoutchien, Baveux
- 2005-2008 : Danny Fantôme : Tucker, Vlad Masters, Freakshow (1re voix)
- 2005-2008 : Batman : Firefly, Ragdoll, Jimmy Olsen, Flash, Gearhead, Marty Slack, Capitaine Slash, David/Renard et Andy Mallory/Scorn
- 2006 : Drawn Together : Spanky et Ling-Ling
- 2006-2007 : Team Galaxy : M. Fitch, Pompadour, Bozone le chef des clowns, Rex 3, le père de Spavid, Gangus et voix additionnelles
- 2007-2008 : Le Chat de Frankenstein : Neuf le Chat et Bertrand « Grosse Tête »
- 2008 : Blaise le blasé : Gaëtan-Gilbert Pyrowski
- 2008 : Fillmore ! : le capitaine Horacio Vallejo
- 2008 : Tokyo Tribe 2 : Hashim
- 2008-2009 : Monster Buster Club : Grand-père Octovore
- 2008-2011 : Batman : L'Alliance des héros : Jaime Reyes / Blue Beetle, Barry Allen / Flash (2e voix, saison 3, épisode 12), Jay Garrick, Scarlet Scarab (saison 1, épisode 12), La Toupie (saison 2, épisode 20), Batboy (saison 2, épisode 25) et voix additionnelles
- 2009 : El Tigre : Les Aventures de Manny Riviera : Uno (une brute de l'école de Manny), Dr Chipolata et Dr Chipolata Jr
- 2009-2011 : SpieZ ! Nouvelle Génération : Caméléon Léon et voix additionnelles
- 2009-2013 The Cleveland Show : voix additionnelles
- 2010 : Marcelino : voix masculines (saison 3)
- 2010-2011 : Captain Biceps : Cowboy Man, Squale Man, Super Nain de jardin et voix additionnelles
- 2010-2015 : Les Dalton : Joe Dalton[n 1]
- 2010-2022 : La Ligue des justiciers : Nouvelle Génération : Jaime Reyes / Blue Beetle, Barry Allen / Flash (saison 1, épisodes 1, 2 et 22 puis saison 2, épisode 20), Jay Garrick / Flash, le Scarabée (saison 3, épisode 24) et Bartholemew « Bart » Allen II / Kid Flash II (2e voix - saison 4, épisode 19)
- 2011 : Le Petit Prince : Sahara (épisode Planète des Amicopes)
- 2011 : Wakfu : Kamaroti et le Wa Wabbit (création de voix)
- 2011 : Diego et Ziggy : Ziggy (création de voix)
- 2011-2015 : Robocar Poli : Roy, le camion de pompier
- 2012-2015[n 17] : Brickleberry : Connie et Bodean
- 2013 : Star Wars: The Clone Wars : WAC-47 (saison 5)
- 2013 : Mon pote le fantôme : Billy Joe Cobra
- 2013 : Trolls de Troy : Prof
- 2013-2014 : Sabrina, l'apprentie sorcière : Harvey Kinkle
- 2013-2015 : Turbo FAST : Dine Cuisine, Tyler et Clip
- 2014 / 2021 : Archer : Conway Stern (1re voix), Danny (saison 1) et Jérémy « Colt » (saison 12)
- depuis 2014 : Bob l'éponge : le narrateur (2e voix) et voix additionnelles (à partir de la saison 9)
- 2015 : DC Super Friends : Barry Allen / Flash et Arthur Curry / Aquaman (web-série)
- 2015-2016 : Vixen : Barry Allen / Flash
- 2016 : Les As de la jungle à la rescousse : Alberto, voix additionnelles (saison 2)
- 2016 : Martine : Jean-François
- 2016 : Arthur et les Minimoys : voix additionnelles
- 2016-2017 : Pirata et Capitano : Dodo le Dur, Ogre Vacarme et Homard le Bleu
- 2016-2018 : La Ligue des justiciers : Action : Barry Allen / Flash, Jimmy Olsen, Jaime Reyes / Blue Beetle, un policier et un civil (épisode 2)
- 2017-2020 : Nella princesse chevalier : voix additionnelles
- 2017-2020 : Unikitty! : Brock, le policier orange et voix diverses
- 2018 : Denver, le dernier dinosaure : Jones
- 2018-2020 : Baby Boss : Les affaires reprennent : Jimbo
- 2018-2020 : Spirit : Au galop en toute liberté : Grayson
- 2018-2022 : Paradise Police : Bastos, Delbert et voix additionnelles
- 2018-2023 : Désenchantée : Luci, Germain Baladeuse, Fugo, Jerry et voix additionnelles
- 2018-2024 : Captain Tsubasa : Hiroshi Jitō
- 2019 : Scooby-Doo et Compagnie : Barry Allen / Flash (épisode Attention au Flash !) et Sean Astin (épisode La communauté de l'anneau... et de la clef)
- 2019[n 18] : Vinland Saga : Jabbathe
- 2019-2021 : Les Aventures de Nasredine : Nasredine
- 2019-2023 : Le Prince des dragons : le capitaine Villads
- depuis 2019[n 19] : Demon Slayer: Kimetsu no Yaiba : Inosuke Hashibira
- 2020 : Jujutsu Kaisen : Samsagace Gamegie (saison 1, épisode 7)
- 2020 : La Bande à Picsou : Face de Rat
- 2020 : Miko et High Five : Casino
- 2020 : Star Trek: Lower Decks : l'Enseigne Fletcher (saison 1, épisode 6)
- 2020-2021 : Bless the Harts (en) : voix additionnelles
- 2020-2021 : F Is for Family : Ed, Louis et voix additionnelles
- 2020-2021 : Ollie et le Monstrosac : André
- 2021 : Shaman King : Yoneda Zen
- 2021-2024 : Arcane : Claggor
- 2022 : Le Cuphead Show ! : Mugman
- 2022 : Farzar : Zobo et Belzert
- 2022 : Edmond et Lucy : Georges (voix originale)
- 2023 : Make My Day (en) : le professeur William Boyd
- 2023 : Agent Elvis : Howard Hughes et l'Elvis juif
- 2023 : Edens Zero : Daichi
- 2023 : Gustave : divers personnages (création de voix)
- 2023 : American Dad! : Sean Astin (saison 18, épisode 17)
- 2023 : Hero Inside : Dirk O
- 2023 : Diable malgré lui : Méphisto
- 2023 : Tobie Lolness : ? (création de voix)
- 2025 : Le Roi loup (en) : Hamwell[n 20]
- 2025 : Flippé : Toc, le vieil ami d'enfance (création de voix)
- 2025 : Devil May Cry (en) : Enzo Ferino

### Jeux vidéo
- 1999 : Star Wars, épisode I : La Menace fantôme : un citoyen de Mos Espa
- 2001 : Kuzco, l'empereur mégalo : Kuzco
- 2003 : Le Seigneur des anneaux : Le Retour du roi : Samsagace Gamegie
- 2004 : Killzone : Rico Velasquez
- 2004 : Scaler (en) : Bobby « Scaler » Jenkins
- 2004 : Syberia II : Ivan Bourgoff
- 2005 : World of Warcraft : des gobelins
- 2006 : Driver: Parallel Lines : Slink
- 2006 : Hitman: Blood Money : un garde
- 2006 : Marc Eckō's Getting Up: Contents Under Pressure : Kry « 1 » One et voix additionnelles
- 2006 : Killzone: Liberation : Rico Velasquez (chapitres 1 à 4)
- 2006 : Nos voisins, les hommes : Verne la tortue
- 2007 : Assassin's Creed : voix additionnelles
- 2007 : Ratatouille : Emile
- 2007 : Naruto: Rise of a Ninja : Iruka Umino
- 2008 : Army of Two : Elliot Salem
- 2008 : Brothers in Arms: Hell's Highway : Franky « Beans » LaRoche
- 2008 : Turok : Gonzales
- 2009 : Brütal Legend : Eddie Riggs et Jack Black (dans son propre rôle)
- 2009 : Cars: Race-O-Rama : le premier élève d'Hudson
- 2010 : Army of Two : Le 40e Jour : Elliot Salem
- 2010 : Batman : L'Alliance des héros : Jaime Reyes / Blue Beetle
- 2010 : Le Seigneur des anneaux : La Quête d'Aragorn : Samsagace Gamegie
- 2010 : Skate 3 : un photographe
- 2010 : Alan Wake : Barry Wheeler
- 2011 : Batman: Arkham City : des détenus
- 2012 : Borderlands 2 : le Beau Jack
- 2012 : Dishonored : Lord Pendleton
- 2012 : Lego Le Seigneur des anneaux : Samsagace Gamegie
- 2013 : Disney Infinity : Art
- 2014 : Borderlands: The Pre-Sequel : le Beau Jack
- 2014 : Thief : Basso
- 2014 : Watch Dogs : voix additionnelles
- 2015 : Fallout 4 : Représentant de Vault-Tec, Solomon, Malone-Le-Chétif, Lorenzo Cabot et de nombreux ennemis
- 2015 : The Witcher 3: Wild Hunt : Hugo Meiersdorf, le Petit Bâtard et voix additionnelles
- 2015 : Lego Dimensions : Samsagace Gamegie
- 2016 : Final Fantasy XV : Vyv le photographe
- 2016 : Mafia III : un ennemi et Jesse
- 2016 : World of Warcraft - Légion Beta : le prince Galen Trollemort
- 2018 : Hearthstone : le Grand Akazamzarak et le Dr Boom
- 2019 : Borderlands 3 : le Beau Jack et Timothy Lawrence (DLC Le Casse du Beau Jackpot)
- 2020 : The Last of Us Part II : Mike
- 2020 : Assassin's Creed Valhalla : Brothir, Broder, Alvar et voix additionnelles (le 2e prétendant de Gil, viking, etc.)
- 2021 : Resident Evil Village : Anton et le premier soldat
- 2021 : Ratchet and Clank: Rift Apart : voix additionnelles
- 2023 : Tintin Reporter : Les Cigares du pharaon : voix additionnelles
- 2024 : South Park: Snow Day! : Eric Cartman et Butters Stotch

#### Attractions
- 2019 : Attention Menhir au Parc Astérix : le narrateur et un légionnaire Romain

### Direction artistique
| - 2022 : La Bulle - 2022 : Madea : Retour en fanfare (avec Alexis Tomassian) - 2022 : Chevalier - 2023 : Une équipe de rêve - 2009 : Totally Spies! Le Film (avec Françoise Blanchard) - 2023 : Lupin III vs. Cat's Eye | - 2020 : Teenage Bounty Hunters - 2021-2023 : Schmigadoon! - 2024 : Les Aventures imaginaires de Dick Turpin - depuis 2025 : The Studio - 2004-2005 / 2024 : Totally Spies! (saison 3, avec Françoise Blanchard et saison 7) - 2020-2021 : Bless the Harts (en) (saison 2, avec Anne Mathot) - 2023 : Kung Fu Panda : Le Chevalier Dragon (saison 2) - 2023 : Strange Planet (en) - 2023 : Onimusha (en) (avec Xavier Fagnon) |

## Voix-off et pubs
- Cartoon Network
- Kärcher
- Danio par Danone (2014)
- NRJ Mobile
- Rire et Chansons Groupe NRJ (depuis 31 août 2020)
- Seat Arona (2018 - 2020)
- Fruitti Mix
- Conforama
- Selectour Afat : voix de Mango l'hippocampe
- Rondelé de Président (2019)
- Kapten (2019)
- Madrange (2019)
- Uber Eats (2020)
- Netto (depuis 2023 - radio)
- Cocktail Fitness (2023)
- Samsung Galaxy AI (2024)
- SFR (2024 - radio)

## Distinction
En 2022, Christophe Lemoine est nommé « meilleure voix masculine dans un film d'animation » au festival Voix d'étoiles, à Port Leucate, pour son interprétation de Sam le chat dans Pattie et la Colère de Poséidon de David Alaux.